# Dichotomický znak
Dichotomický znak je znak, který principiálně nabývá pouze dvou hodnot (ano, ne), které se navzájem vylučují.

## Příklady znaků
- uspěl × neuspěl
- muž × žena
- ano × ne
- pravák × levák